# John W. Duarte
John William Duarte (* 2. Oktober 1919 in Sheffield; † 23. Dezember 2004 in Manchester) war ein englischer Gitarrist, Komponist, Musikpädagoge und Musikkritiker.
Duarte studierte von 1931 bis 1935 an der Manchester Central High School und von 1936 bis 1940 an der Fakultät für Technologie der Manchester University und arbeitete bis 1969 als Chemiker und betrieb danach für drei Jahre einen Tabakladen. Seine einzige formale Musikausbildung bestand in Lektionen für Jazzgitarre bei Terence Usher (1934–1936). Bis 1953 trat er als Jazzgitarrist, auch -trompeter und -kontrabassist, auf.
Von 1974 bis 1993 wirkte Duarte als Direktor des Cannington International Guitar Summer School and Festival, danach zwei Jahre als Direktor des Bath International Guitar Festival. Ab 1996 unterrichtete er beim Oatridge International Guitar Summer School and Festival. Außerdem gab Duarte Kurse in fast vierzig Ländern außerhalb Großbritanniens.
John Duarte verfasste regelmäßig Beiträge für Zeitschriften wie Music in Education, Guitar Review, Guitar International, Music & Musicians, Records and Recording (ab 1968), Performance und zuletzt Buch-, Musik-, Konzert- und Schallplattenkritiken für den Soundboard. Außerdem schrieb er mehr als 250 Liner Notes, u. a. für die Neuauflage der gesamten Aufnahmen von Julian Bream bei RCA. Für den Begleittext zur Neuauflage der Aufnahmen Andrés Segovias aus den Jahren 1927 bis 1939 erhielt er einen Grammy Award. Weiterhin veröffentlichte er Interviews mit namhaften Musikern wie Gidon Kremer und Anne-Sophie Mutter, John Eliot Gardiner, Julian Bream, Ton Koopman und Trevor Pinnock, Konrad Junghänel, Ravi Shankar, Alicia de Larrocha und Murray Perahia und schrieb Beiträge für das New Grove Dictionary of Music and Musicians.
Duarte verfasste mehr als 150 Originalwerke für Gitarre oder Laute, von denen mehr als ein Drittel als Aufnahmen vorliegen, dazu eine Anzahl von Bearbeitungen und Arrangements sowie musikpädagogische Werke.
Sein sechzigster und siebzigster Geburtstag wurde mit Konzerten in der Wigmore Hall in London gefeiert, die Feier seines achtzigsten Geburtstages fand in der Bolivar Hall statt. 1990 erhielt er vom tschechischen Botschafter in London eine Silbermedaille für seine Verdienste um die englisch-tschechischen und -slowakischen kulturellen Beziehungen. Die Convention of the Guitar Foundation of America zeichnete ihn 1999 mit einem Preis für sein Lebenswerk aus.

## Werke (Auswahl)
- Prelude in C (Opus 3), 1945
- Sonata in D minor (Opus 4), 1946
- Meditation on a Ground Bass (Opus 5), 1947
- Miniature Suite (Opus 6), 1948
- Epitaph for Manuel Ponce (Opus 7), 1949
- Impromptu in E flat (Opus 8), 1951
- Valse Caprice (Opus 17), 1953
- Nocturne and Toccata (Opus 18), 1954
- Simple Prelude (Opus 19), 1955
- Variations on a Catalan Folk Song (Opus 25), 1956
- ‚Sister Awake‘ and ‚Airly Beacon‘ (Opus 23), 1957
- Sonatina (Opus 27), 1958
- Fantasia and Fugue on ‚Torre Bermeja‘ (Opus 30), 1960
- English Suite (Opus 31) Nr. 1–7, 1963–1999
- Variations on a French Nursery Song (Opus 32), 1965
- Sans Cesse (Opus 34), 1967
- Prelude, Canto and Toccata (Opus 38), 1968
- Suite Ancienne (Opus 479), 1969
- Suite Piemontese (Opus 46), 1970
- Sonatina Lirica (Opus 48), 1971
- Sua cosa (Wes Montgomery Memorial) (Opus 52), 1972
- All in a row (of Webern’s) (Opus 51), 1973
- Tout en Ronde (Opus 57), 1973–1974
- Partita (Opus 59), 1974
- Tentos I (Opus 63), 1975
- The Memory of a Dance (Opus 64), 1976
- Birds (Opus 66), 1977
- Guitar Duets without Tears (Opus 74), 1978
- Homage to Antonio Lauro (Three waltzes) (Opus 83), 1979
- Guitar Quintet No. 1 (Opus 85), 1980
- Greek Suite No. 2 (Opus 89), 1981
- Idylle pour Ida (Homage to Ida Presti), 1982
- Americana, 1982
- Variations on a theme of Stèphán Rak, 1985
- Musikones, 1989
- Canción y Danza (Homage to Ruiz-Pipó), 1994
- Variations on an Andante of Nikita Koshkin, 1997
- Variations on an Italian Folk Song, 2000
- The Memory of a Dance, op. 64, für Flöte und Gitarre